# Cmentarz Brętowski
Cmentarz Brętowski, Cmentarz w Brętowie – cmentarz w dzielnicy Wrzeszcz Górny w Gdańsku przy ul. Słowackiego 79.

## Historia Cmentarza
Teren z przeznaczeniem na cmentarz został zakupiony przez parafię Najświętszego Serca Jezusowego w 1904. Cmentarz otwarto w 1906. Na jego terenie istniała początkowo kaplica (wybudowana w latach 1912–1913), którą następnie rozbudowano (lata 20 XX wieku) i utworzono tutaj samodzielną parafię – Matki Boskiej Nieustającej Pomocy (w 1929). Od 1947 na cmentarzu nie są już chowani zmarli. W 1956 cmentarz został zamknięty, jednak ostatni pochówek miał miejsce w 1958 – ksiądz Stephanus Sikorski. Na części dawnych grobów stoi nowy kościół (budowa w latach 80 XX wieku), dom parafialny oraz garaże.
Część cmentarza znajdującą się za domem parafialnym, na stoku wzgórza Ślimak, zarósł las. Na tym obszarze sporo nagrobków jest w złym stanie, większość inskrypcji na płytach uległa już całkowitemu zatarciu i nie jest możliwa do odczytania.
W 2013 dokonano ekshumacji szczątków kilkunastu pochówków ludzkich z terenu dawnego cmentarza, którego północny fragment graniczy z terenem linii kolejowej nr 248 (Pomorska Kolej Metropolitalna). Pochowano je, we wspólnej i skromnej mogile oraz oznaczono krzyżem z tabliczką ze stosowną na niej sentencją, w południowej części tego cmentarza.
Według stanu z 2013 cmentarz liczył 259 grobów (w południowej części znajdowało się 127 czytelnych grobów, w północnej dziecięcej kwaterze nekropolii zachowało się 132 grobów).
14 października 2020 Rada Dzielnicy Wrzeszcz Górny podjęła uchwałę o wpisaniu cmentarza do Rejestru Zabytków Województwa Pomorskiego. W maju 2021 Pomorski Wojewódzki Konserwator Zabytków rozpoczął procedurę wpisania cmentarza do tego rejestru, która zakończyła się w grudniu tego samego roku.
Cmentarz jest również wpisany do gminnej ewidencji zabytków miasta Gdańska (stan na 29 kwietnia 2024).
24 kwietnia 2021 odbyła się akcja uporządkowania północnej (leśnej) kwatery cmentarza, która była następnie kontynuowana.
W marcu 2022 Pomorskie Towarzystwo Genealogiczne otrzymało zgodę od Pomorskiego Wojewódzkiego Konserwatora Zabytków na przeprowadzanie prac porządkowych na cmentarzu. Organizacja uzyskała również zgodę parafii na dygitalizację i indeksację parafialnych ksiąg metrykalnych.

## Nagrobek Horsta Mellera
Wśród dzieci pochowanych na cmentarzu jest Horst Meller (1929–1936), uwieczniony w powieści Weiser Dawidek Pawła Huelle. Grób tego dziecka znajduje się za domem parafialnym, w północnej (leśnej) części cmentarza. 31 października 2001 na grobie postawiono krzyż wraz z tabliczką z danymi. Zniknęły one w styczniu 2016, jednak jeszcze w tym samym miesiącu zostały odnalezione. W lutym tego samego roku powróciły na grób. 26 czerwca 2016 odbyła się uroczystość odsłonięcia nowego nagrobka Horsta Mellera. Uległ on zniszczeniu w listopadzie 2024, jednak jeszcze w tym samym miesiącu został naprawiony.